# ISO 3166-2:UZ
ISO 3166-2:UZ – kody ISO 3166-2 dla podjednostek administracyjnych Uzbekistanu.
Kody ISO 3166-2 to część standardu ISO 3166 publikowanego przez Międzynarodową Organizację Normalizacyjną. Kody te są przypisywane głównym jednostkom podziału administracyjnego, takim jak np. województwa czy stany, każdego kraju posiadającego kod w standardzie ISO 3166-1. 
Aktualnie (2020) dla Uzbekistanu zdefiniowano kody dla jednego miasta, 1 republiki i 12 wilajetów. 
Pierwsza część oznaczenia to kod Uzbekistanu zgodnie z ISO 3166-1, natomiast druga część oznaczenia znajdująca się po myślniku to dwuliterowy kod jednostki administracyjnej. 

## Kody ISO
| Kod ISO | Nazwa jednostki administracyjnej | Nazwa jednostki administracyjnej w języku uzbeckim | Nazwa jednostki administracyjnej w języku uzbeckim | Rodzaj jednostki administracyjnej |
| ------- | -------------------------------- | -------------------------------------------------- | -------------------------------------------------- | --------------------------------- |
| UZ-TK   | Taszkent                         | Toshkent                                           | Тошкент                                            | miasto                            |
| UZ-AN   | Wilajet andiżański               | Andijon viloyati                                   | Андижон вилояти                                    | wilajet                           |
| UZ-BU   | Wilajet bucharski                | Buxoro viloyati                                    | Бухор вилояти                                      | wilajet                           |
| UZ-FA   | Wilajet fergański                | Fargʻona viloyati                                  |                                                    | wilajet                           |
| UZ-JI   | Wilajet dżyzacki                 | Jizzax viloyati                                    | Жиззах вилояти                                     | wilajet                           |
| UZ-NG   | Wilajet namangański              | Namangan viloyati                                  | Наманган вилояти                                   | wilajet                           |
| UZ-NW   | Wilajet nawojski                 | Navoiy viloyati                                    | Навоий вилояти                                     | wilajet                           |
| UZ-QA   | Wilajet kaszkadaryjski           | Qashqadaryo viloyati                               | Қашқадарё вилояти                                  | wilajet                           |
| UZ-SA   | Wilajet samarkandzki             | Samarqand viloyati                                 | Самарқанд вилояти                                  | wilajet                           |
| UZ-SI   | Wilajet syrdaryjski              | Sirdaryo viloyati                                  | Сирдарё вилояти                                    | wilajet                           |
| UZ-SU   | Wilajet surchandaryjski          | Surxondaryo viloyati                               | Сурхондарё вилояти                                 | wilajet                           |
| UZ-TO   | Wilajet taszkencki               | Toshkent viloyati                                  | Тошкент вилояти                                    | wilajet                           |
| UZ-XO   | Wilajet chorezmijski             | Xorazm viloyati                                    | Хоразм вилояти                                     | wilajet                           |
| UZ-QR   | Karakałpacja                     | Qoraqalpogʻiston                                   | Қарақалпақстан                                     | republika                         |